# Mîhailivske, Novomîkolaiivka
Mîhailivske (în ucraineană Михайлівське) este un sat în așezarea urbană Novomîkolaiivka din raionul Novomîkolaiivka, regiunea Zaporijjea, Ucraina.

## Demografie
Componența lingvistică a localității Mîhailivske
     Ucraineană (91,59%)
     Rusă (7,24%)
Conform recensământului din 2001, majoritatea populației localității Mîhailivske era vorbitoare de ucraineană (91,59%), existând în minoritate și vorbitori de rusă (7,24%).